# (33885) 2000 KF16
2000 KF16 (asteroide 33885) é um asteroide da cintura principal. Possui uma excentricidade de 0.17442950 e uma inclinação de 0.50838º.
Este asteroide foi descoberto no dia 28 de maio de 2000 por LINEAR em Socorro.